# Kajakarstwo na Letnich Igrzyskach Olimpijskich 2008 – K-1 1000 m mężczyzn
K-1 1000 metrów mężczyzn to jedna z konkurencji w kajakarstwie klasycznym rozgrywanych podczas Letnich Igrzysk Olimpijskich 2008. Kajakarze rywalizowali między 18 a 20 sierpnia na torze Park Olimpijski Shunyi w Pekinie.

## Terminarz
Wszystkie godziny są podane w czasie pekińskim (UTC+08:00)
| Data             | Godzina |            |
| ---------------- | ------- | ---------- |
| 18 sierpnia 2008 | 15:30   | Eliminacje |
| 20 sierpnia 2008 | 15:30   | Półfinały  |
| 22 sierpnia 2008 | 13:30   | Finały     |

## Wyniki

### Eliminacje
Zwycięzca każdego z biegów eliminacyjnych awansował do finału. Zawodnicy z miejsc 2 - 7 awansowali do półfinałów, pozostali zostali wyeliminowani.
Bieg 1
| Pozycja | Zawodnik           | Czas     | Uwagi |
| ------- | ------------------ | -------- | ----- |
| 1.      | Tim Brabants       | 3:27,828 | QF    |
| 2.      | Zoltán Benkő       | 3:29,542 | QSF   |
| 3.      | Markus Oscarsson   | 3:30,044 | QSF   |
| 4.      | Emanuel Silva      | 3:31,843 | QSF   |
| 5.      | Shaun Rubenstein   | 3:36,134 | QSF   |
| 6.      | Dimitrij Torlopow  | 3:39,671 | QSF   |
| 7.      | Manuel Cortina     | 3:41,433 | QSF   |
| 8.      | Myint Tayzar Phone | 3:53,578 |       |
| 9.      | Assane Dame Fall   | 4:07,061 |       |

Bieg 2
| Pozycja | Zawodnik               | Czas     | Uwagi |
| ------- | ---------------------- | -------- | ----- |
| 1.      | Adam van Koeverden     | 3:29,622 | QF    |
| 2.      | Stjepan Janić          | 3:31,369 | QSF   |
| 3.      | Ben Fouhy              | 3:33,037 | QSF   |
| 4.      | Jernej Župančič Regent | 3:33,289 | QSF   |
| 5.      | Micha’el Kolganow      | 3:38,207 | QSF   |
| 6.      | Rami Zur               | 3:38,693 | QSF   |
| 7.      | Jorge García           | 3:38,866 | QSF   |
| 8.      | Koutoua Abia           | 4:14,411 |       |
| 9.      | Alcino Silva           | 4:28,057 |       |

Bieg 3
| Pozycja | Zawodnik                 | Czas     | Uwagi |
| ------- | ------------------------ | -------- | ----- |
| 1.      | Eirik Verås Larsen       | 3:29,043 | QF    |
| 2.      | Ken Wallace              | 3:30,306 | QSF   |
| 3.      | Max Hoff                 | 3:30,316 | QSF   |
| 4.      | Anton Riachow            | 3:38,381 | QSF   |
| 5.      | Pan Yao                  | 3:40,774 | QSF   |
| 6.      | Miguel Correa            | 3:45,695 | QSF   |
| 7.      | Rudolph Berking-Williams | 4:00,784 | QSF   |
| 8.      | Tony Lespoir             | 4:05,890 |       |

## Półfinały
Trzech najszybszych kajakarzy z każdego półfinału awansowało do finału.
Półfinał 1
| Pozycja | Zawodnik                 | Czas     | Uwagi |
| ------- | ------------------------ | -------- | ----- |
| 1.      | Ken Wallace              | 3:33,255 | QF    |
| 2.      | Ben Fouhy                | 3:33,542 | QF    |
| 3.      | Markus Oscarsson         | 3:33,906 | QF    |
| 4.      | Shaun Rubenstein         | 3:36,969 |       |
| 5.      | Anton Riachow            | 3:37,017 |       |
| 6.      | Jernej Župančič Regent   | 3:41,730 |       |
| 7.      | Rami Zur                 | 3:46,204 |       |
| 8.      | Dimitrij Torlopow        | 3:47,212 |       |
| 9.      | Rudolph Berking-Williams | 4:04,658 |       |

Półfinał 2
| Pozycja | Zawodnik          | Czas     | Uwagi |
| ------- | ----------------- | -------- | ----- |
| 1.      | Max Hoff          | 3:32,847 | QF    |
| 2.      | Stjepan Janić     | 3:33,942 | QF    |
| 3.      | Zoltán Benkő      | 3:34,473 | QF    |
| 4.      | Emanuel Silva     | 3:34,508 |       |
| 5.      | Jorge García      | 3:41,219 |       |
| 6.      | Pan Yao           | 3:41,539 |       |
| 7.      | Manuel Cortina    | 3:43,017 |       |
| 8.      | Micha’el Kolganow | 3:43,108 |       |
| 9.      | Miguel Correa     | 3:51,715 |       |

## Finał
| Pozycja | Zawodnik           | Czas     | Uwagi |
| ------- | ------------------ | -------- | ----- |
| złoto   | Tim Brabants       | 3:26,323 |       |
| srebro  | Eirik Verås Larsen | 3:27,342 |       |
| brąz    | Ken Wallace        | 3:27,485 |       |
| 4.      | Ben Fouhy          | 3:29,193 |       |
| 5.      | Max Hoff           | 3:29,391 |       |
| 6.      | Markus Oscarsson   | 3:30,198 |       |
| 7.      | Stjepan Janić      | 3:30,495 |       |
| 8.      | Adam van Koeverden | 3:31,793 |       |
| 9.      | Zoltán Benkő       | 3:22,120 |       |